# Jonas Hien
Jonas Hien (* 1979 in München) ist ein deutscher Schauspieler und Theaterregisseur.

## Leben
Jonas Hien wuchs in Berlin auf. Vor seiner Schauspielkarriere war Hien zunächst Sänger in einer Punkband. Von 2003 bis 2007 absolvierte er sein Schauspielstudium an der Hochschule für Musik und Theater „Felix Mendelssohn Bartholdy“ in Leipzig. Nach seinem Studium war er anschließend zwei Jahre Mitglied im Ensemble des neuen theaters Halle, wo er auch sein Hauptstudium absolviert hatte. Dort spielte er u. a. die Titelrolle in Hamlet in einer Inszenierung von Christoph Werner. In dieser Zeit erarbeitete er gemeinsam mit seinem früheren Studienkollegen Sebastian Kaufmane auch das Comedy-Projekt Stulle und Bulle über zwei Zivilfahnder, mit dem er bis 2015 in vielen Städten auftrat.
Von 2009 bis 2012 war er festes Ensemblemitglied am Theater Magdeburg, wo er in Inszenierungen von Jan Jochymski, Claudia Bauer und Martin Nimz (u. a. den Faust) spielte. In Jochymskis Neuinszenierung des Brecht-Stücks Der gute Mensch von Sezuan in der Spielzeit 2010/11 war Hien der Wasserverkäufer Wang. Außerdem verkörperte er dort Raskolnikow, Don Quichote und Dr. Frankenstein. In seiner Magdeburger Zeit war mit seiner Band „Jolly Jonas und die Verfolgten Vom Orchester“ neben seiner Theaterarbeit auch musikalisch aktiv.
Ab 2012 war Hien als freischaffender Schauspieler und Regisseur tätig. Er gastierte u. a. am Staatstheater Hannover (2012), am Schauspiel Leipzig (2013) und an der Volksbühne Berlin. Mehrfach arbeitete er mit dem Regisseur Herbert Fritsch zusammen, in dessen Inszenierungen Murmel Murmel, Ohne Titel Nr.1 und Frau Luna er an der Berliner Volksbühne auftrat.
Als Regisseur trat er erstmals 2011 am Theater der Altmark in Stendal mit dem Stück Offene Zweierbeziehung hervor; seine zweite Inszenierung war Ende 2012 die Komödie Superheld – Wer bin ich und wenn ja, was kann ich?, die er gemeinsam mit Dag Kemser verfasste, am Theater Magdeburg. Außerdem inszenierte er als Regisseur mehrfach am Theater Vorpommern in Greifswald, u. a. Stücke von Ingrid Lausund und Kristof Magnusson.
In der Spielzeit 2014/15 spielte er am Deutschen Schauspielhaus in Hamburg in der Inszenierung König Artus von Markus Bothe den Mordred. Ab der Spielzeit 2015/16 war Jonas Hien festes Ensemblemitglied des Deutschen Schauspielhauses. Dort hier spielte er u. a. in Geächtet von Ayad Akhtar, Terror von Ferdinand von Schirach (Premiere: Spielzeit 2015/16, als angeklagter Bundeswehr-Pilot Lars Koch), Peer Gynt (Premiere: Spielzeit 2015/16, als Ehemann, Regie: Simon Stone) und Die Kassette (Premiere: Spielzeit 2015/16, als Hausdiener Emil). In der Spielzeit 2017/18 war am Schauspielhaus Hamburg er unter der Regie von Karin Beier in der Shakespeare-Neuinszenierung Der Kaufmann von Venedig als Freund des Kaufmanns zu sehen.
In der Spielzeit 2018/19 gastierte er am Schauspielhaus Bochum in Murmel Murmel von Herbert Fritsch. Seit der Spielzeit 2023/24 ist Hien Mitglied im Ensemble des Deutschen Theaters Berlin.
Neben seiner Theaterarbeit steht Hien regelmäßig auch für Kino- und TV-Produktionen vor der Kamera. Für das Kino arbeitete er u. a. mit Philipp Stölzl. Episodenrollen hatte er u. a. in der TV-Serien Alarm für Cobra 11 – Die Autobahnpolizei (2012), Großstadtrevier (2012, als tatverdächtiger Fischverkäufer „Aale-Achim“), SOKO Leipzig (2015), Ein Fall von Liebe (2016, als Restaurantbetreiber mit finanziellen Schwierigkeiten) und Die Pfefferkörner (2017). In der 4. Staffel der TV-Serie Die Kanzlei (2018) hatte Hien ebenfalls eine Episodenrolle, als Geschäftsführer eines metallverarbeitenden Betriebs, dessen Azubi bei einem Arbeitsunfall verletzt wird. In der 2. Staffel der ZDF-Serie SOKO Hamburg (2019) übernahm Hien eine der Episodenrollen als tatverdächtiger Immobilienmakler Jörn Busche. In der 14. Staffel der ZDF-Serie Notruf Hafenkante (2020) hatte Hien eine Episodenrolle als Vater eines verschwundenen 13-jährigen Jungen.
Seit 2018 ist Hien auch im Bereich Comedy/Satire tätig, durch mehrere Auftritte bei der Fernsehsendung extra 3 und dem YouTube-Kanal Bohemian Browser Ballett.
Hiens Hobby ist Surfen. Er lebt in Hamburg.

## Filmografie (Auswahl)
- 2010: Goethe! (Kinofilm)
- 2012: Alarm für Cobra 11 – Die Autobahnpolizei: Ohne Gewissen (Fernsehserie, eine Folge)
- 2012: Großstadtrevier: Butter bei die Fische (Fernsehserie, eine Folge)
- 2014: Schwarzer Panther (Kinofilm)
- 2015: SOKO Leipzig: Töchter und Söhne (Fernsehserie, eine Folge)
- 2016: Ein Fall von Liebe: Verraten (Fernsehserie, eine Folge)
- 2013: Goldschmidts Kinder – Überleben in Hitlers Schatten (TV-Dokumentation)
- 2014: Hubert und Staller: Mordskater (Fernsehserie, eine Folge)
- 2017: Die Pfefferkörner: Die falsche Schlange (Fernsehserie, eine Folge)
- 2018: Jenny – echt gerecht: Der verlorene Sohn (Fernsehserie, eine Folge)
- 2018: Die Kanzlei: Nothalt (Fernsehserie, eine Folge)
- 2019: SOKO Hamburg: Unter Verdacht (Fernsehserie, eine Folge)
- 2019: Neues aus Büttenwarder: Endstation (Fernsehserie, eine Folge)
- 2020: Notruf Hafenkante: Stiefsöhne (Fernsehserie, eine Folge)
- 2020: Helen Dorn: Kleine Freiheit (Fernsehreihe)
- 2021: Helen Dorn – Wer Gewalt sät (Fernsehreihe)
- 2021: Requiem für einen Freund (Fernsehfilm)
- 2021: Nord Nord Mord – Sievers und der schwarze Engel (Fernsehreihe)
- 2021: Browser Ballett – Satire in Serie (Fernsehserie)
- 2021: SOKO Wismar: Doppelter Betrug (Fernsehserie, eine Folge)
- 2022: Alle wollen geliebt werden
- 2023: SOKO Hamburg: Eine Schanze fürs Leben (Fernsehserie, eine Folge)
- 2024: Mordnacht (Fernsehfilm)
- 2024: Die Zweiflers (Miniserie)

## Hörspiele (Auswahl)
- 2006: Giorgio Scerbanenco: Der lombardische Kurier – Regie: Leonhard Koppelmann
- 2007: Ralph Oehme: Steins Kampf. Der Mann, der Adolf Hitler retten wollte – Regie: Steffen Moratz